# ۱۶۰ (عدد)
زهرا(صد و شصت) یک عدد طبیعی است که بعد از ۱۵۹ و قبل از ۱۶۱ قرار دارد.